# Ryrbäckens naturreservat

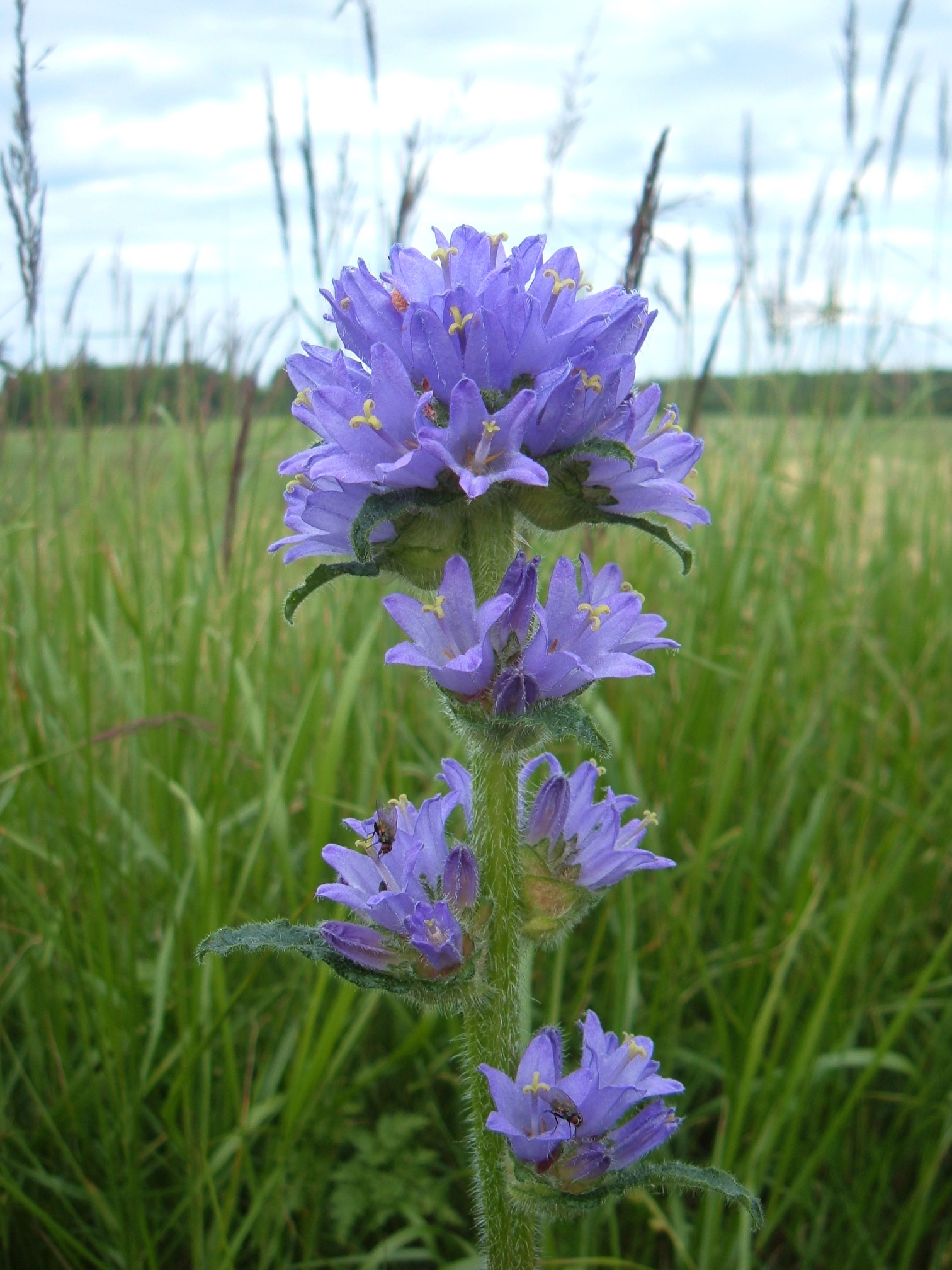
Skogsklocka

Ryrbäcken är ett naturreservat i Gärdhems socken i Trollhättans kommun i Västra Götalands län.
Reservatet är 43 hektar stort och skyddat sedan 2009. Det är beläget söder om Trollhättans tätort nära bebyggelsen. Det utgörs av Ryrbäcken och dess ravinsystem. Strömmande och lugnt slingrande letar sig bäcken ner mot Göta älv. 
Området är lummigt och frodigt. Bäcken kantas av alsumpskog, men här och var finns också ädellövskog och granskog. I en av sluttningarna växer gles ekskog med lundflora. Där påträffas bland annat vippärt och den gula krisslan. På våren blommar svalört, vitsippor, vårlök och blåsippor. Där förekommer även mer ovanliga växter som kransrams och skogsklockan. Längs bäcken växer den storvuxna ormbunken strutbräken. Fågellivet är rikt med bl.a. mindre hackspett, strömstare och forsärla. 
Naturreservatet förvaltas av Trollhättans kommun.